# Andrew Blum
Andrew Blum es un autor y periodista estadounidense. Escribe sobre arquitectura, diseño, tecnología, urbanismo, arte y viajes. Sus escritos han sido publicados en varios medios populares tales como Wired, Newsweek, The Wall Street Journal, The New Yorker, The New York Times, Vanity Fair, Business Week, Slate, y Popular Science.

## Primeros años
Nació en la ciudad de Nueva York. Obtuvo una licenciatura en literatura del Amherst College, Massachusetts, y otra en geografía humana de la Universidad de Toronto.

## Publicaciones
- Tubos: De cómo seguí un cable estropeado y descubrí las interioridades de internet.[2] Es uno de los libros de Andrew Blum, publicado el 15 de noviembre de 2012. En Tubes, Andrew Blum propone el Internet como cientos de miles de tubos que conectan ciudades, empresas, y que nos interlazan a través de fibra óptica e intercambiadores anónimos, alejado de las definiciones tradicionales de Internet como concepto, empresa o nube.

- The Weather Machine: A journey inside the Forecast